# Sainte-Sabine-Born
Sainte-Sabine-Born (en occitano Senta Sabina e Bòrn) era una comuna francesa situada en el departamento de Dordoña, de la región de Nueva Aquitania, que el 1 de enero de 2016 pasó a ser una comuna delegada de la comuna nueva de Beaumontois-en-Périgord al fusionarse con las comunas de Beaumont-du-Périgord, Labouquerie y Nojals-et-Clotte.

## Demografía
| Gráfica de evolución demográfica de Sainte-Sabine-Born entre 1800 y 2013 |
|                                                                          |

Los datos demográficos contemplados en este gráfico de la comuna de Sainte-Sabine-Born se han cogido de 1800 a 1999 de la página francesa EHESS/Cassini, y los demás datos de la página del INSEE.